# 比奥比奥大区
比奥比奥大区（西班牙語：Región del Biobío）是智利从北到南的第11个大区。首府康赛普西翁。人口超過150萬，是智利人口第三多的大區。
2018年，紐夫萊省從比奧比奧大區分出，成為紐夫萊大區。